# Waldegg
Waldegg ist eine Marktgemeinde mit 1993 Einwohnern (Stand 1. Jänner 2025) im Bezirk Wiener Neustadt in Niederösterreich.

## Geografie
Waldegg liegt im Industrieviertel in Niederösterreich an der B21 und Gutensteinerbahn. Die Fläche der Marktgemeinde umfasst 35,69 Quadratkilometer und es sind 79,79 Prozent der Fläche bewaldet.
Der Fluss Piesting durchfließt die Marktgemeinde Waldegg.

## Gemeindegliederung
Das Gemeindegebiet umfasst folgende sieben Ortschaften (in Klammern Einwohnerzahl Stand 1. Jänner 2025):
- Dürnbach (65)
- Ober-Piesting (621)
- Oed (144)
- Peisching (173)
- Reichental (186)
- Waldegg (398)
- Wopfing (406)

Die Gemeinde besteht aus den Katastralgemeinden Dürnbach, Oberpiesting, Oed, Peisching, Waldegg und Wopfing.

## Geschichte
Vor Christi Geburt war das Gebiet Teil des keltischen Königreiches Noricum und gehörte zur Umgebung der keltischen Höhensiedlung Burg auf dem Schwarzenbacher Burgberg.
Später unter den Römern lag das heutige Waldegg dann in der Provinz Pannonia.

## Bevölkerung

### Religion
Nach den Daten der Volkszählung 2001 sind 64,1 % der Einwohner römisch-katholisch und 2,9 % evangelisch. 18,8 % sind Muslime, 1,0 % gehören orthodoxen Kirchen an. 11,7 % der Bevölkerung haben kein religiöses Bekenntnis.
Mit 18,8 % Moslems war Waldegg im Jahr 2011 die österreichische Gemeinde mit dem höchsten Moslemanteil. Dies ergab sich durch die hier beheimatete Industrie. Der Anteil ist aber in den Jahren danach stetig zurückgegangen, sodass er 2007 nur mehr 11 % betrug.

### Bevölkerungsentwicklung
| Waldegg: Einwohnerzahlen von 1869 bis 2025          | Waldegg: Einwohnerzahlen von 1869 bis 2025 | Waldegg: Einwohnerzahlen von 1869 bis 2025 | Waldegg: Einwohnerzahlen von 1869 bis 2025 | Waldegg: Einwohnerzahlen von 1869 bis 2025 |
| --------------------------------------------------- | ------------------------------------------ | ------------------------------------------ | ------------------------------------------ | ------------------------------------------ |
| Jahr                                                |                                            |                                            |                                            | Einwohner                                  |
| 1869                                                | 1869                                       |                                            | 2.054                                      | 2.054                                      |
| 1880                                                | 1880                                       |                                            | 2.197                                      | 2.197                                      |
| 1890                                                | 1890                                       |                                            | 2.353                                      | 2.353                                      |
| 1900                                                | 1900                                       |                                            | 2.613                                      | 2.613                                      |
| 1910                                                | 1910                                       |                                            | 2.435                                      | 2.435                                      |
| 1923                                                | 1923                                       |                                            | 2.674                                      | 2.674                                      |
| 1934                                                | 1934                                       |                                            | 2.280                                      | 2.280                                      |
| 1939                                                | 1939                                       |                                            | 2.188                                      | 2.188                                      |
| 1951                                                | 1951                                       |                                            | 2.215                                      | 2.215                                      |
| 1961                                                | 1961                                       |                                            | 2.134                                      | 2.134                                      |
| 1971                                                | 1971                                       |                                            | 2.105                                      | 2.105                                      |
| 1981                                                | 1981                                       |                                            | 2.010                                      | 2.010                                      |
| 1991                                                | 1991                                       |                                            | 2.021                                      | 2.021                                      |
| 2001                                                | 2001                                       |                                            | 2.062                                      | 2.062                                      |
| 2011                                                | 2011                                       |                                            | 1.996                                      | 1.996                                      |
| 2021                                                | 2021                                       |                                            | 2.012                                      | 2.012                                      |
| 2025                                                | 2025                                       |                                            | 1.993                                      | 1.993                                      |
| Quelle(n): Statistik Austria, Gebietsstand 1.1.2021 |                                            |                                            |                                            |                                            |

## Kultur und Sehenswürdigkeiten
Ober-Piesting

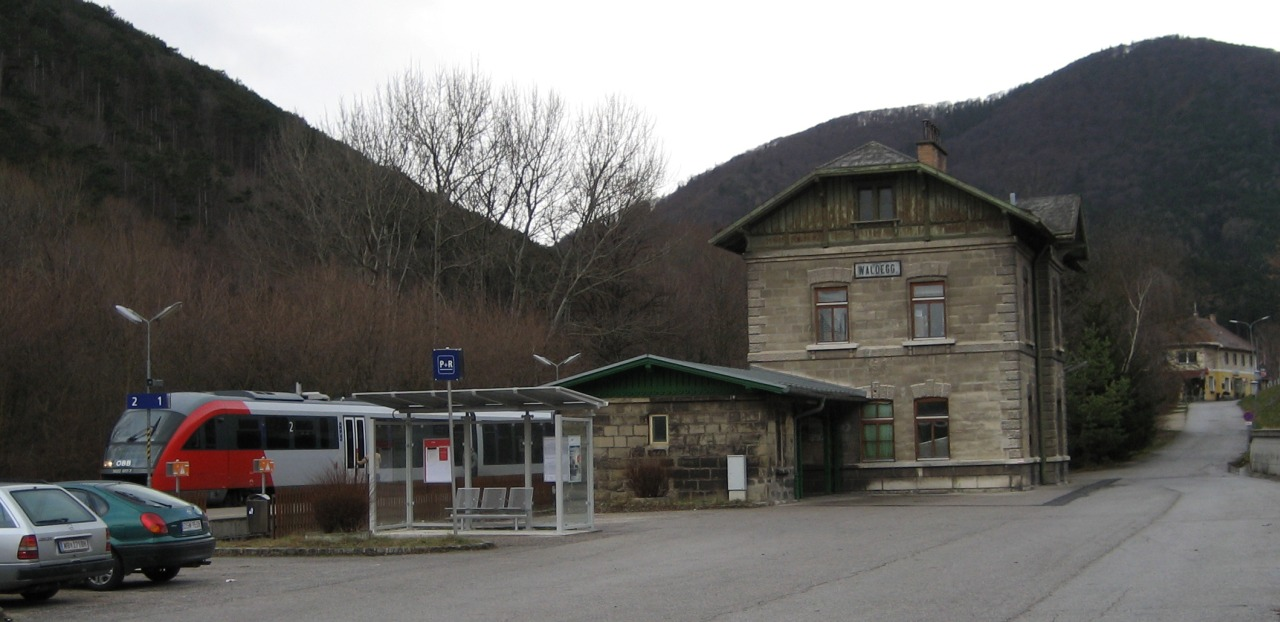
Der 1866 errichtete Bahnhof Waldegg steht unter Denkmalschutz

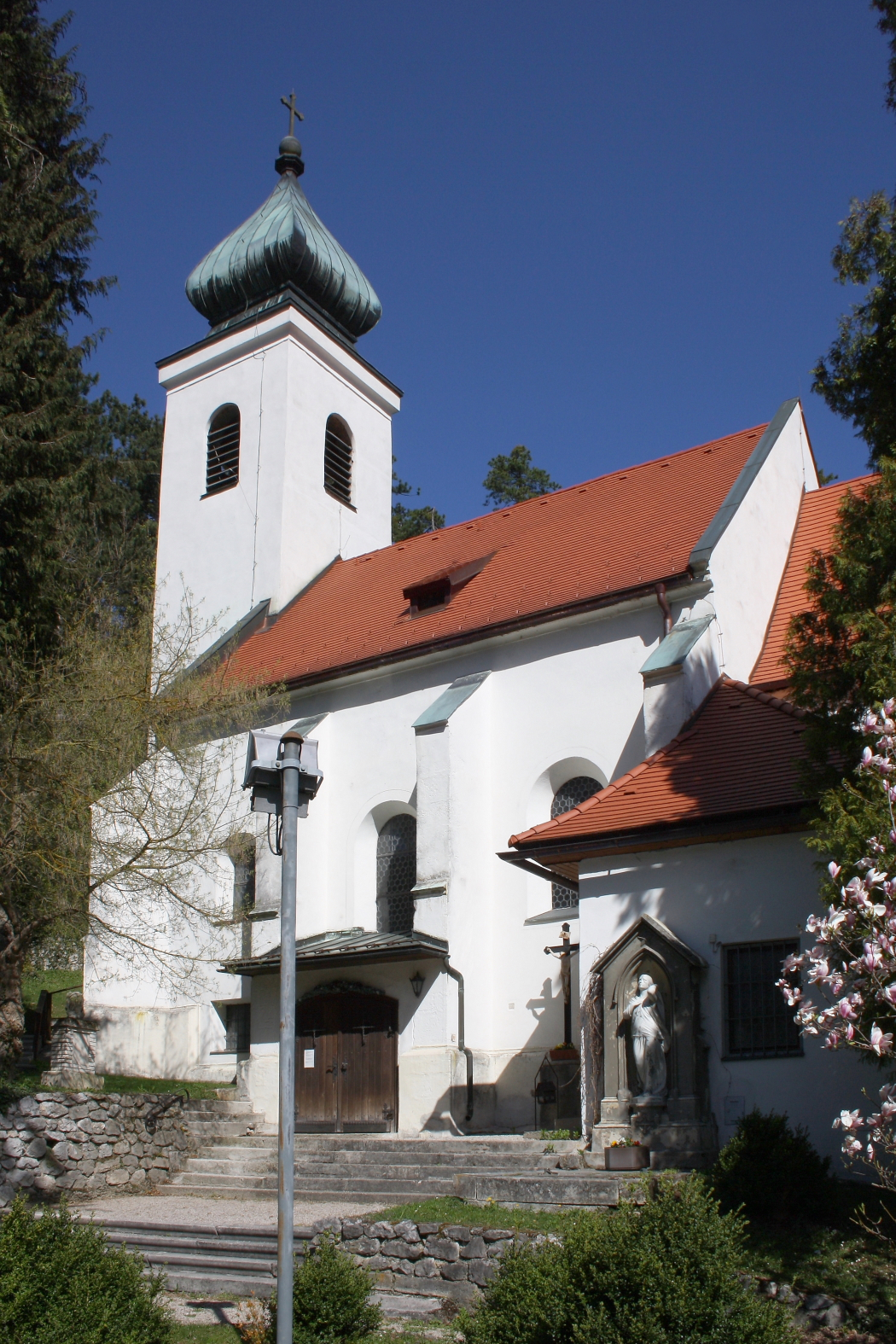
Pfarrkirche Waldegg

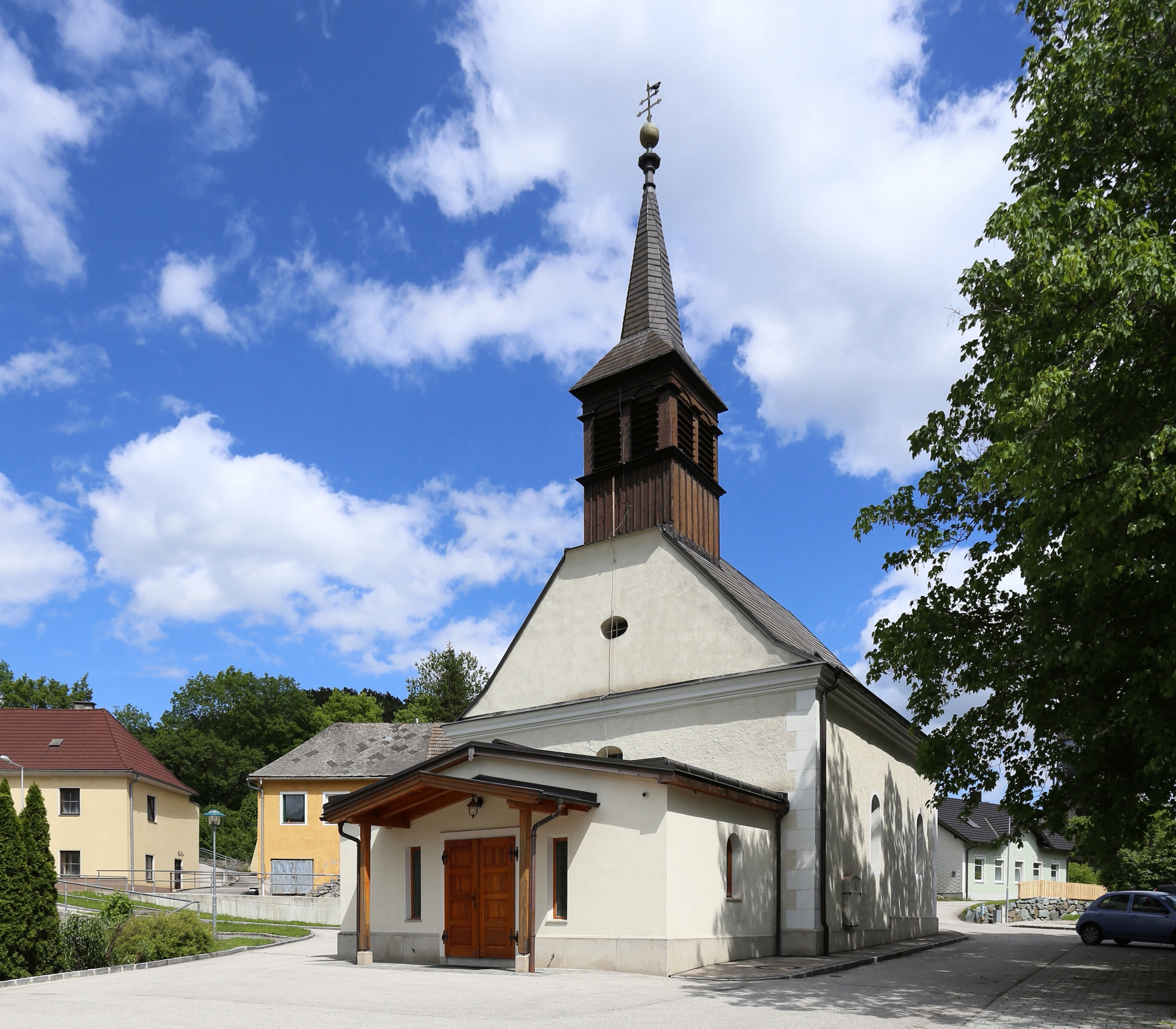
Pfarrkirche Wopfing

- Florianikreuz steht am höchsten Punkt des Hezentales. Es wurde am 8. Mai 2004 für den Schutzpatron der Feuerwehren, den Heiligen Florian und zur Erinnerung an den größten dokumentierten Waldbrand im Piestingtal vom 1. bis zum 6. Jänner 1984, am Entstehungsort des damaligen Brandes, eingeweiht.

Waldegg
- Burgruine Waldegg
- Katholische Pfarrkirche Waldegg hl. Jakobus der Ältere: In erhöhter Lage und von einem alten Friedhof umgeben. Das barocke Bauwerk (Langhaus errichtet 1786; Turm 1792) hat einen gotischen Chor. 1985 wurden romanische Reste freigelegt. Der neugotische Hochaltar stammt aus dem Jahr 1899 und wurde nach einem Entwurf von F. Bail angefertigt. Die Orgel aus dem Jahr 1908 hat Franz Capek (1857–1938) gefertigt.[3]

Wopfing
- Katholische Pfarrkirche Wopfing Zur schmerzhaften Mutter Gottes: Eine kleine Saalkirche direkt an der Durchzugsstraße. Das kurze barocke Langhaus wurde 1730/33 errichtet. Der eingezogene, gotische Chor mit Spitzbogenfenstern stammt aus dem 14. Jahrhundert. Ende des 19. Jahrhunderts wurde der hölzerne Dachreiter aufgesetzt und Rundbogenfenster im Langhaus eingebaut. 1999/2000 kam der Eingangsvorbau hinzu.[4]

## Politik
Der Gemeinderat hat 21 Mitglieder.
- Mit den Gemeinderatswahlen in Niederösterreich 1990 hatte der Gemeinderat folgende Verteilung: 14 SPÖ, und 7 ÖVP.
- Mit den Gemeinderatswahlen in Niederösterreich 1995 hatte der Gemeinderat folgende Verteilung: 12 SPÖ, und 9 ÖVP.[5]
- Mit den Gemeinderatswahlen in Niederösterreich 2000 hatte der Gemeinderat folgende Verteilung: 12 SPÖ, und 9 ÖVP.[6]
- Mit den Gemeinderatswahlen in Niederösterreich 2005 hatte der Gemeinderat folgende Verteilung: 12 SPÖ, 8 ÖVP, und 1 Grüne.[7]
- Mit den Gemeinderatswahlen in Niederösterreich 2010 hatte der Gemeinderat folgende Verteilung: 9 SPÖ, 9 ÖVP, 1 Bürgerliste Waldegg, 1 Grüne, und 1 FPÖ.[8]
- Mit den Gemeinderatswahlen in Niederösterreich 2015 hatte der Gemeinderat folgende Verteilung: 13 ÖVP, und 6 SPÖ.[9]
- Mit den Gemeinderatswahlen in Niederösterreich 2020 hatte der Gemeinderat folgende Verteilung: 14 ÖVP und 5 SPÖ.[10]
- Mit den Gemeinderatswahlen in Niederösterreich 2025 hat der Gemeinderat folgende Verteilung: 14 ÖVP, 5 SPÖ und 2 FPÖ.[11]

Bürgermeister
- bis 1945 Johann Kuchner
- 1945–1948 Franz Sponring
- 1949–1953 Karl Postl
- 1954–1971 Heinrich Wohlmuth
- 1971–1982 Walter Welte
- 1982–2002 Walter Eder
- 2002–2010 Johann Klesl (SPÖ)
- 2010–2021 Michael Zehetner junior (ÖVP)[13]
- seit 2021: Katharina Trettler (ÖVP)[13]

## Wirtschaft

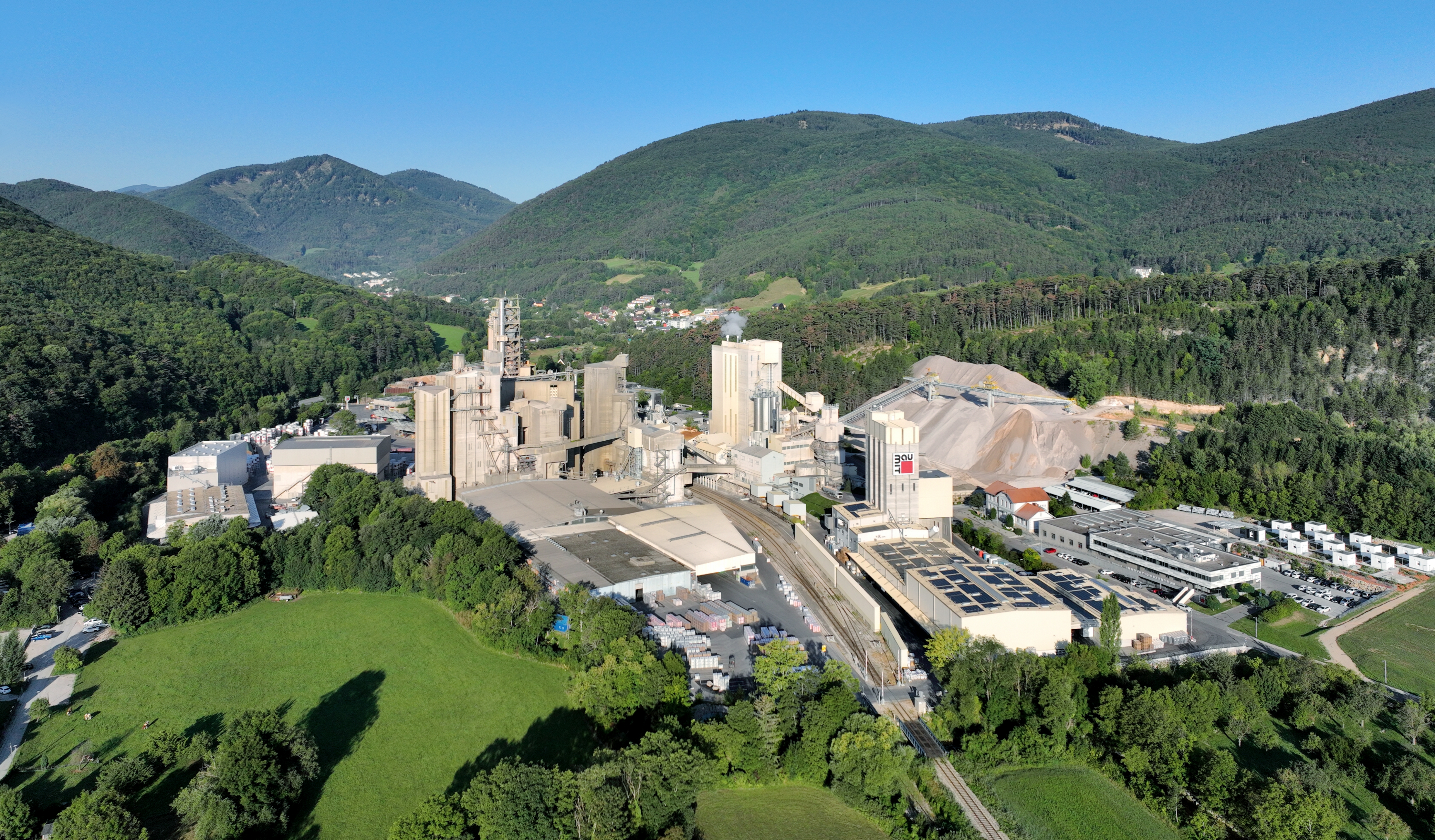
Zentrale der Wopfinger Stein u. Kalkwerke Schmid & Co. KG und dem Baumit-Lieferwerk in Wopfing

Nichtlandwirtschaftliche Arbeitsstätten gab es im Jahr 2001 83, land- und forstwirtschaftliche Betriebe nach der Erhebung 1999 57. Die Zahl der Erwerbstätigen am Wohnort betrug nach der Volkszählung 2001 862. Die Erwerbsquote lag 2001 bei 42,72 Prozent.
Unternehmen
- Wopfinger Baustoffindustrie: Die Wurzeln des Unternehmens gehen bis ins Jahr 1810 zurück. Seit 1911 sind die Wopfinger Stein- und Kalkwerke im Handelsregister eingetragen. Sie verarbeitet den im werkseigenen Kalksteinbruch abgebauten Kalkstein (jährliche Abbaumenge 1,1 Mio. Tonnen) zu Fertigputzen und Zementen.

## Öffentliche Einrichtungen
In Waldegg befindet sich eine Volksschule.
Sowie eine LBS – Landesberufschule von Niederösterreich.

## Persönlichkeiten
Söhne und Töchter des Gemeinde
- Adalram von Waldeck (* um 1100; † 1182), Gründer von Stift Seckau
- Heinrich Zugmayer (1841–1917), Geologe, Paläontologe und Unternehmer
- Alfons von Rosthorn (1857–1909), Mediziner, in Oed geboren
- Johann Kuchner (1881–1972), Gastwirt, Politiker und Abgeordneter zum Landtag von Niederösterreich sowie Mitglied des Bundesrates.
- Josef Panzenböck (1900–1984), Standesbeamter und Politiker
- Hans Juvancic (1922–2021), Manager und Politiker
- Anna Swoboda (* 1998), Triathletin, in Ober-Piesting geboren

## Sonstiges
Es gibt drei Freiwillige Feuerwehren, nämlich in Oed, Wopfing und Ober-Piesting.
Die FF Oed war bis 1928 die Betriebsfeuerwehr der Metallwarenfabrik Stein und wurde in eine Freiwillige Feuerwehr umgewandelt.
Ca. von 1948 bis 1964 existierte in der Fabrik der Firma Zugmayer eine freiwillige Betriebsfeuerwehr.